# Liutgarde de Vermandois
Liutgarde (Lietgarde, Liégarde) de Vermandois (avant 925 - 14 novembre, après 977)  est la fille du comte Herbert II et d'Adèle, fille du roi Robert Ier de France.

## Mariages et descendance
Vers 936-937, elle épouse le comte Guillaume Ier dit Longue Épée, lui-même d'ascendance Viking, comte de Rouen et chef des Normands de la Seine et mort assassiné le 17 décembre 942. Ce mariage reste sans enfant,  Elle reçoit en douaire une partie du pays de Madrie située à l'ouest de l'Eure en Normandie.
Cette union de Guillaume Longue-Épée est contestée par Riulf, comte du Cotentin, et quelques autres barons Normands - Vikings eux aussi. À leurs yeux, le Jarl contracte des mésalliances telles que des étrangers - des Francs - risquent de s'introduire à la Cour et au Conseil. Guillaume Longue-Épée les affronte dans un pré, au pied des murs de la ville, d'où il ressort vainqueur,. La rue du Pré-de-la-Bataille témoigne encore de ces événements.
Devenue veuve, elle épouse vers 944 en secondes noces le comte de Blois et de Chartres, Thibaud le Tricheur. Ce mariage est voulu par Hugues le Grand qui fait de son vassal Thibaud et de ses domaines un contrepoids à la principauté normande. D'ailleurs lors de son mariage, Lietgarde garde son douaire normand et apporte en dot la seigneurie de Meulan et le comté de Beauvais qui furent possession d'Herbert II.
De son union avec Thibaud, elle a comme enfants :
- Hugues († 986), archevêque de Bourges en 969[7] à la suite de son oncle Richard[8] ;
- Eudes Ier, († 995), comte de Blois ;
- Emma, épouse de Guillaume IV d'Aquitaine, comte de Poitiers[9].

Elle est inhumée à l'abbaye Saint-Père-en-Vallée de Chartres.